# Distrikt Namayingo
Namayingo ist ein Distrikt in Ostuganda. Die Hauptstadt des Distrikts ist Namayingo.

## Lage
Der Distrikt Namayingo liegt am Äquator und am Victoriasee. Es grenzt im Nordwesten an den Distrikt Bugiri, im Nordosten an den Distrikt Busia und im Westen und Südwesten an den Distrikt Mayuge.

## Geschichte
Der Distrikt entstand 2010 aus Teilen des Distrikt Bugiri.

## Demografie
Im Jahr 2014 lebten 215.443 Einwohner in Namayingo.
| Zensusjahr | Einwohnerzahl |
| ---------- | ------------- |
| 1994       | 68.038        |
| 2002       | 174.954       |
| 2014       | 215.443       |

## Wirtschaft
Neben der Landwirtschaft spielt der Abbau von Gold eine wichtige Rolle in der lokalen Wirtschaft.